# Isaac Reyes
Isaac Reyes ist ein US-amerikanischer Schauspieler.

## Leben
Reyes, der fließend Spanisch spricht, besuchte ab 2009 das St. Thomas Aquinas College. 2012 spielte er in einer Nebenrolle im Kurzfilm Hablémonos und wirkte in einer Episode der Fernsehserie Relaciones Peligrosas mit. 2014 spielte er im Kurzfilm For Family's Sake die Rolle des Rami, der am 3. Juni 2014 auf dem New York City International Film Festival und im November desselben Jahres auf dem Freethought Film Festival gezeigt wurde. Im selben Jahr spielte er die Rolle des Joe im Kurzfilm Magic, der am 27. August 2014 auf dem Action On Film International Film Festival gezeigt wurde. 2016 übernahm er im Film Villain Squad – Armee der Schurken die Rolle des Piper und war im selben Jahr im Fernsehfilm Nightmare Wedding in der männlichen Hauptrolle des Max zu sehen. 2020 verkörperte er im Kurzfilm Chi Chi die Rolle des Benny. Der Film wurde am 1. Oktober 2020 auf dem Nashville Film Festival aufgeführt wurde.

## Filmografie (Auswahl)
- 2012: Hablémonos (Kurzfilm)
- 2012: Relaciones Peligrosas (Fernsehserie, Episode 1x01)
- 2014: For Family's Sake (Kurzfilm)
- 2014: Magic (Kurzfilm)
- 2016: Break-Up Nightmare
- 2016: Villain Squad – Armee der Schurken (Sinister Squad)
- 2016: Nightmare Wedding (Fernsehfilm)
- 2017: La Fan (Fernsehserie, Episode 1x34)
- 2017: Jenni Rivera: Mariposa de Barrio (Fernsehserie, 2 Episoden)
- 2018: Sangre de mi tierra (Fernsehserie, 2 Episoden)
- 2018: Habitados de olvido
- 2019: The Soiree
- 2020: Chi Chi (Kurzfilm)

## Theater (Auswahl)
- Mid-Summer Nights Dream, St. Thomas Aquinas College NY
- Grease, Inwood Musical Theater NYC
- Julius Caesar, National Shakespear